# 陳志豪
陳志豪，JP，現任香港西貢區議會將軍澳北選區議員、新民黨及公民力量社區主任、民政事務總署將軍澳（北）分區委員會副主席、西貢區撲滅罪行委員會委員、香港青年時事評論員協會副主席、粵澳港大灣區青年總會副主席、河南省政協委員、廣西南寧市政協委員、香港政協青年聯會常務副主席、青研香港召集人、香港再出發大聯盟共同發起人，以及全國港澳研究會會員。
曾參與2019年區議會選舉西貢區議會德明選區，但以4217票對5240票不敵民主派候選人鄭仲文。